# Genplesita
La genplesita és un mineral de la classe dels sulfats que pertany al grup de la fleischerita. Rep el nom en honor a Gennadiy N. Plesin (n. 1963), un mineralogista aficionat i topògraf miner que treballava a la mina Oktyabr'sky, qui va trobar el mineral.

## Característiques
La genplesita és un sulfat de fórmula química Ca₃Sn(SO₄)₂(OH)₆(H₂O)₃. Va ser aprovada com a espècie vàlida per l'Associació Mineralògica Internacional l'any 2014, sent publicada per primera vegada el 2018. Cristal·litza en el sistema hexagonal. La seva duresa a l'escala de Mohs és 3.
L'exemplar que va servir per a determinar l'espècie, el que es coneix com a material tipus, es troba conservat a les col·leccions del Museu Mineralògic Fersmann, de l'Acadèmia de Ciències de Rússia, a Moscou (Rússia), amb el número de registre: 4566/1.

## Formació i jaciments
Va ser descoberta al pou núm. 1 de la mina Oktyabrsky, situada al dipòsit de coure i níquel de Talnakh, a la localitat de Norilsk, a Taimíria (Krai de Krasnoiarsk, Rússia). També ha estat descrita a la mina Monteneve, també coneguda com mina Schneeberg, situada a la comuna de Moos in Passeier, al Tirol del Sud (Trentino - Tirol del Sud, Itàlia). Aquests dos indrets són els únics de tot el planeta on ha estat descrita aquesta espècie mineral.